# Sjöfartskontroll

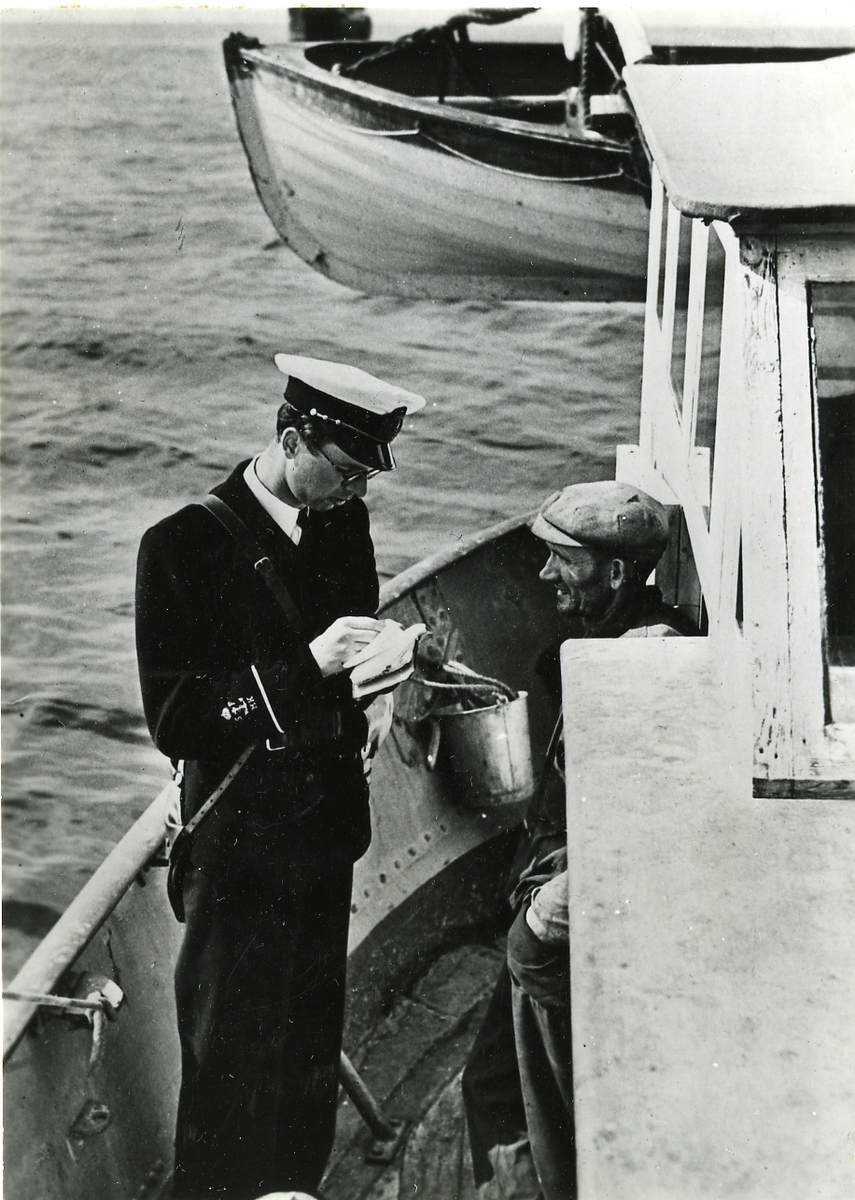
Officer ur Sveriges Frivilliga Motorbåtskår (S.F.M.K.) utför visitering 1939.

Sjöfartskontroll utföres främst under krig och neutralitet. Dess uppgift är att underlätta legal och förhindra illegal sjöfart. Den utövas genom:
- ”Visitering”, innebärande att ett fartyg bordas och en beväpnad visiteringsgrupp sätts ombord för att utröna om det för rätt flagga och kontrollera om det finns övertalig personal ombord samt att last och anordningar ombord är tillåtna enligt gällande regelverk.
- ”Bevakning”, innebärande att en beväpnad bevakningsgrupp medföljer fartyg på en viss sträcka för att försäkra sig om att inga illegala åtgärder vidtas under vägen.